# Charles Borgeot
Charles Borgeot est un propriétaire agricole et homme politique français né le 1er février 1876 à Clux (Saône-et-Loire) et décédé le 31 août 1962 à Clux.

## Biographie
Maire de Clux en 1908, il devient conseiller général du Canton de Verdun-sur-le-Doubs en 1919 et président du Conseil général en 1934. Il est élu sénateur de ce département en 1929 et siège au sein du groupe de la Gauche démocratique.
Le 10 juillet 1940, il vote en faveur de la remise des pleins pouvoirs au Maréchal Pétain.
Après-guerre, il ne parvient pas à retrouver de mandat de parlementaire mais en revanche il retrouve en 1945 son siège de conseiller général, qu'il conserve jusqu'à sa mort, survenue en 1962 à l'âge de quatre-vingt-six ans. Il est président du conseil général de 1949 à 1962, à l'exception de la période 1950-1951.
Parallèlement à ses responsabilités politiques il est un défenseur constant de la profession d'agriculteur. Dès 1902 il crée le premier syndicat agricole du département.

## Sources
- Ressource relative à la vie publique :   - Sénat
- « Charles Borgeot », dans le Dictionnaire des parlementaires français (1889-1940), sous la direction de Jean Jolly, PUF, 1960 [détail de l’édition]
- GOURILLON, Laurent, « Charles Borgeot : un homme d'influence au service de l'agriculture », Trois rivières, Groupe d’Études Historiques de Verdun-sur-le-Doubs, no 76, 2011,  (ISSN 0220-2972).